# Le Syndrome Copernic
Le Syndrome Copernic est un thriller écrit par l'écrivain français Henri Lœvenbruck et édité par Flammarion en 2007.

## Synopsis
Vigo Ravel est un schizophrène paranoïaque, diagnostiqué par son psychiatre à l'âge de vingt ans. Le principal symptôme dont il est atteint est des hallucinations auditives : il entend des voix qui n'existent que dans sa tête.
Pourtant, ces voix vont lui sauver la vie. Alors qu'il se trouve dans l'immeuble des bureaux de son médecin, trois bombes dévastent le quartier de la Défense. Tous les occupants périssent sauf lui car une voix lui a ordonné de fuir avant les déflagrations.